# Люди, яких ми зустрічаємо у відпустці
«Люди, яких ми зустрічаємо у відпустці» (англ. People We Meet on Vacation) — це любовний роман Емілі Генрі, який вийшов 11 травня 2021 року у видавництві Berkley Books, а у Великобританії та Австралії він знаний під назвою «Ти і я у відпустці». Книжка є бестселером New York Times.

## Короткий зміст
Роман «Люди, яких ми зустрічаємо у відпустці» розповідає про Поппі Райт і Алекса Нільсена, двох найкращих друзів, які є протилежностями у всьому. Вона — дика дитина з ненаситною жагою мандрівок, а він спокійний і краще залишиться вдома з книжкою. Щоліта вони проводили разом тиждень відпустки — аж до тієї поїздки, коли все зіпсувалося, і вони перестали спілкуватися на два роки.
Поки Поппі реалізує свою мрію стати авторкою, що пише про подорожі у популярному журналі, вона відчуває себе загнаною в глухий кут і нещасною. Вона пригадує ті моменти, коли була по-справжньому щаслива, то було коли вони з Алексом подорожували. Намагаючись відновити цей втрачений зв’язок, вона знову зв’язується з ним, щоб востаннє з'їздити до Палм-Спрінгс.
Зрештою це приводить їх до переосмислення спільного минулого як платонічних друзів — зі спогадами про попередні подорожі, їхні стосунки з іншими людьми, сімейні труднощі, а найбільше — про те, що ж насправді сталося під час поїздки до Хорватії два роки тому.

## Персонажі

### Поппі Райт
Головна героїня роману, Поппі, тревел-блогерка і письменниця для журналу. Її описано як відверту та дику людину, яка завжди шукає нових пригод. Вона переїхала зі свого рідного міста в Лінфілді, штат Огайо, через знущання.

### Алекс Нільсен
Найкращий друг Поппі, якому близько 30, він — повна її протилежність. Він вважає за краще залишитися в рідному місті, щоб створити сім'ю й осісти. Він працює вчителем англійської мови в середній школі в Індіані.

### Рейчел Крон
Найкраща подруга Поппі в Нью-Йорку — Рейчел, інфлюенсерка в соцмережах і художниця. Саме вона порадила Поппі відновити зв’язок з Алексом, аби з’ясувати, що справді зробить її щасливою.

### Сара Торваль
Постійна дівчина Алекса упродовж усієї історії. Алекс вперше зустрічає її в бібліотеці, і вона також викладає в тій школі, що й Алекс.

### Свапна Бакші-Гайсміт
Бос Поппі в журнальній редакції, яка заохочує її подорожувати. Її описано як стильну та скрупульозну жінку, яка слугує прикладом для наслідування для Поппі.

## Прийняття
Роман «Люди, яких ми зустрічаємо у відпустці», є бестселером New York Times та IndieBound.
Книжка отримала огляди зірочками від Library Journal і Kirkus, а також позитивні відгуки від The Washington Post, Associated Press і Publishers Weekly.
У позначеній зірочкою рецензії Kirkus описує роман як «теплу і виграшну версію роману «Коли Гаррі зустрів Саллі»… оновлення, яке ідеально потрапляє в усі ноти». Library Journal пояснює у своїй рецензії зі зірочками, що книжка Генрі — це історія, яка сподобається тим, кого «приваблюють історії з емоціями, поетичною мовою та сильним відчуттям місця», і порівнює її з «Любовним листом» Кейт Клейборн. Алісія Рансіліо з Associated Press високо оцінює письмо Генрі, навіть підкреслюючи, що вона «особливо вправна в написанні діалогів». У The Washington Post Анджела Герт аплодує Генрі, кажучи, що вона «майстерно зображує невизначеність і тривогу початку 30-х років, додаючи історії цікавий вимір особистісного зростання». Однак Герт водночас і твердить, що він все-таки не досягає рівня попереднього роману Генрі, зазначаючи: «"Людям" не вистачає шику — особливої іскри — яка допомогла "Пляжному чтиву" сяяти». Publishers Weekly погоджується з цим, кажучи, що «останній ромком Генрі не має іскри «Пляжного чтива» 2020 року, але все ж дарує чимало безтурботного літнього задоволення».
| рік      | Нагорода                                         | Результат   | Цитувати |
| -------- | ------------------------------------------------ | ----------- | -------- |
| 2021 рік | Премія Goodreads Choice за романтичну літературу | Переможець  | [ 9 ]    |
| 2021 рік | Найкращі книги 2021 року Kirkus Reviews          | Вибір       | [ 2 ]    |
| 2021 рік | Swoon Awards                                     | Друге місце | [ 10 ]   |

## Екранізація
У жовтні 2022 року було оголошено про екранізацію: Бретт Гейлі став режисером, а компанія Temple Hill Entertainment відповідальною за виробництво. У серпні 2024 року Netflix оголосив, що зніматиме фільм разом із Sony Pictures, і що Том Бліт та Емілі Бейдер зіграють ролі Алекса та Поппі.  Знімання почали в Новому Орлеані, штат Луїзіана, восени 2024 року, а прем’єра фільму запланована на 2025 рік.

## Переклади українською
2023 року у видавництві «Artbooks» вийшов український переклад роману. Перекладачка — Анна Процук.